# Alexis Jacquemin
Alexis Jacquemin, belgijski ekonomist in pedagog, * 1938, † 2004.
Jacquemin je doktoriral iz ekonomije na Univerzi v Liègu. Leta 1974 je postal predavatelj na Katoliški univerzi v Louvainu.
Leta 1983 je prejel Francquijevo nagrado.
1. 1 2  data.bnf.fr: platforma za odprte podatke — 2011.